# جاناتان جرج
جاناتان جرج (انگلیسی: Jonathan George؛ زادهٔ ۱۰ دسامبر ۱۹۷۲) یک خواننده-ترانه‌سرا اهل ایالات متحده آمریکا است. وی از سال ۲۰۰۱ میلادی تاکنون مشغول فعالیت بوده‌است.